# Jungle Life
「Jungle Life」（じゃんぐるらいふ）は、椎名へきるの20枚目のシングル。2001年8月22日、ソニー・ミュージックエンタテインメントより発売。ニューシングル4か月連続リリースの第1弾。

## 収録曲
1. Jungle Life
  - 作詞：田中花乃、作曲：木根尚登、編曲：湯浅公一、溝口和彦
  - アルバム『Sadistic Pink』にも収録
2. Jungle Life (JUNGLE 2001 MIX)
3. Jungle Life (backtracks)